# Пропант

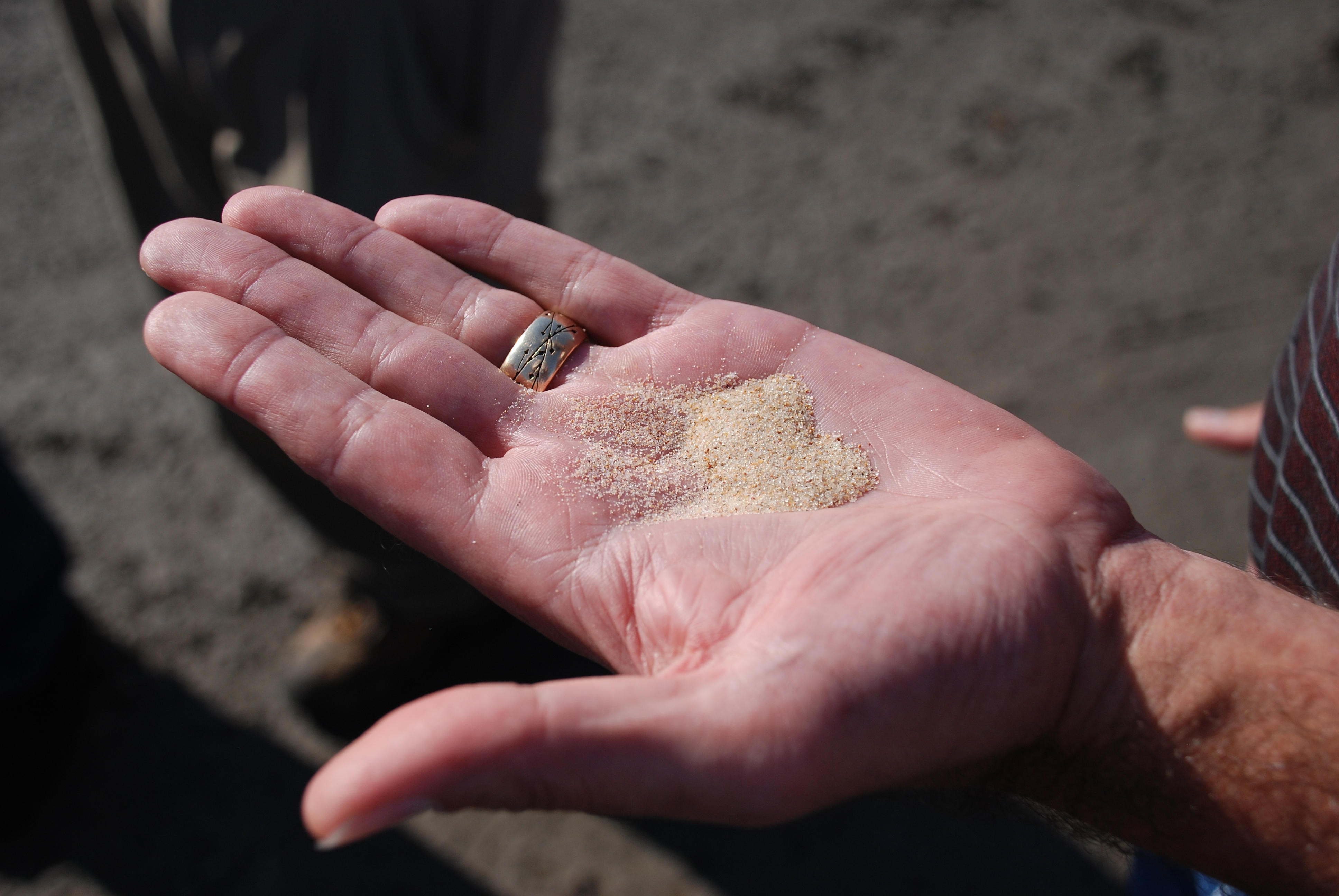
Пісок для ГРП, USGS, 2012.

Пропант (або проппант, від англ. propping agent — «розклинювальний агент») — грануловидний матеріал, який використовується в нафтовидобувній промисловості для підвищення ефективності віддачі свердловин із застосуванням технології гідророзриву пласта (ГРП). Служить для збереження проникності тріщин, одержуваних в ході ГРП. Являє собою зерна з  діаметром від 0,5 до 1,2 мм. По суті пропант — це піскова фракція.

## Ринок пропанта
Щорічне споживання проппанта оцінювалося в 2,2—2,4 мільйона тонн станом на 2006 рік. Найбільшу частку, близько 2 млн тонн, становили кварцові піски, з вартістю близько 70 доларів США за тонну. Покритий полімерами пісок становив близько 180 тисяч тонн, з вартістю близько 350 доларів за тонну. Незважаючи на високу вартість, що становить 650—750 доларів за тонну, керамічні штучні проппанти виробляються в обсязі 200 тисяч тонн щорічно.
Основні виробники синтетичних керамічних проппанта розташовані в США (Carbo Ceramics, Norton Alcoa) і Бразилії (Sintex).

## Витрати пропанта
— Локальний гідророзрив до 5-15 м з об'ємом закачування до 3 — 5 тонн проппанта. Застосовується в високопроникних колекторах або в покладах, де є обмеження по геометричних розмірах тріщини.
— Глибокопроникаючий розрив до 15-100 м з об'ємом закачування до 100 тонн проппанта.